# Forêt d’Orléans
Die Forêt d’Orléans (Wald von Orléans) ist ein großes Waldgebiet nördlich und nordöstlich der französischen Stadt Orléans im Département Loiret. Es bildet einen Teil des Netzes Natura 2000.

## Geschichte und Lage

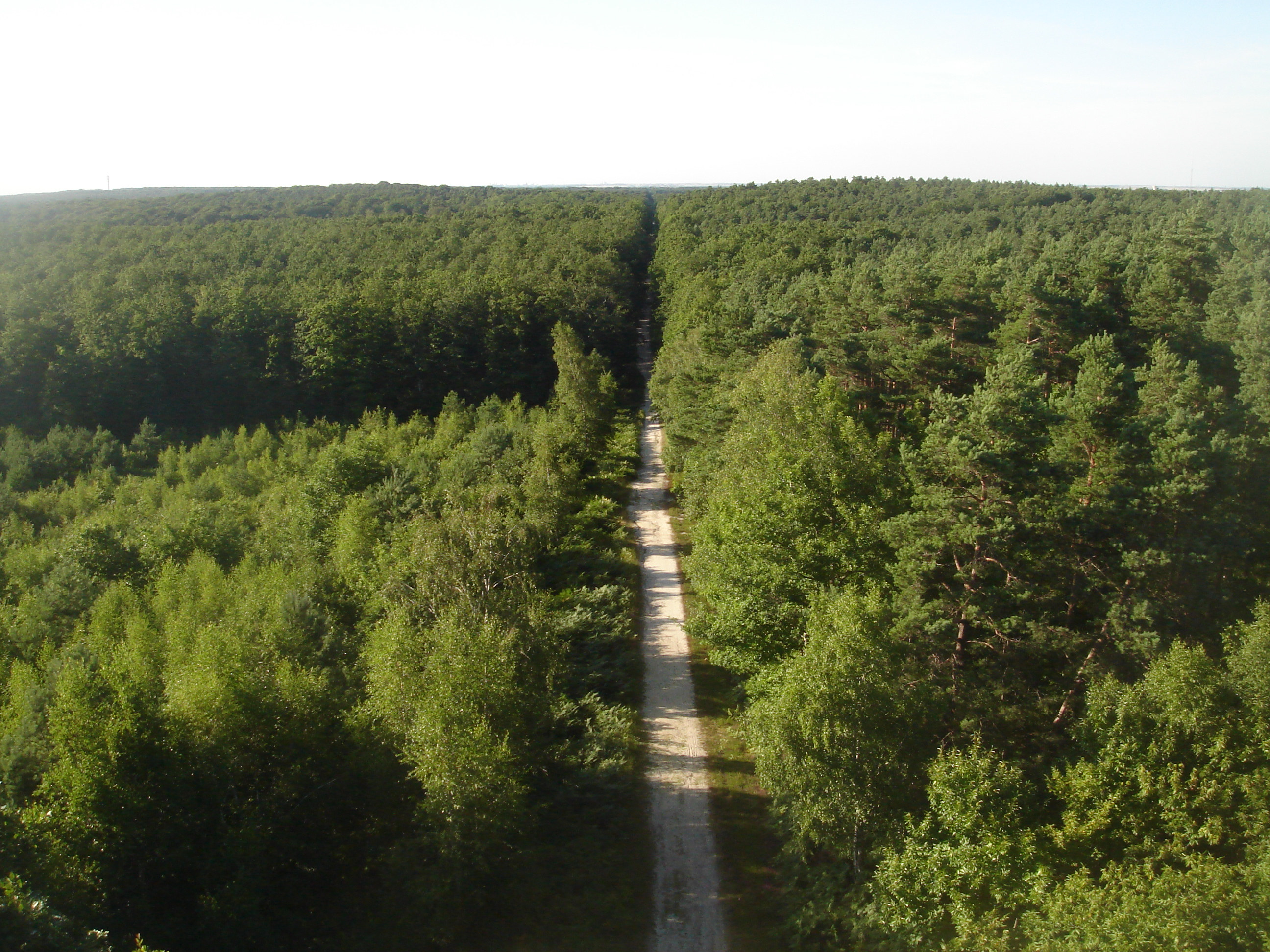
Der Wald vom Beobachtungspunkt Les Caillettes aus gesehen

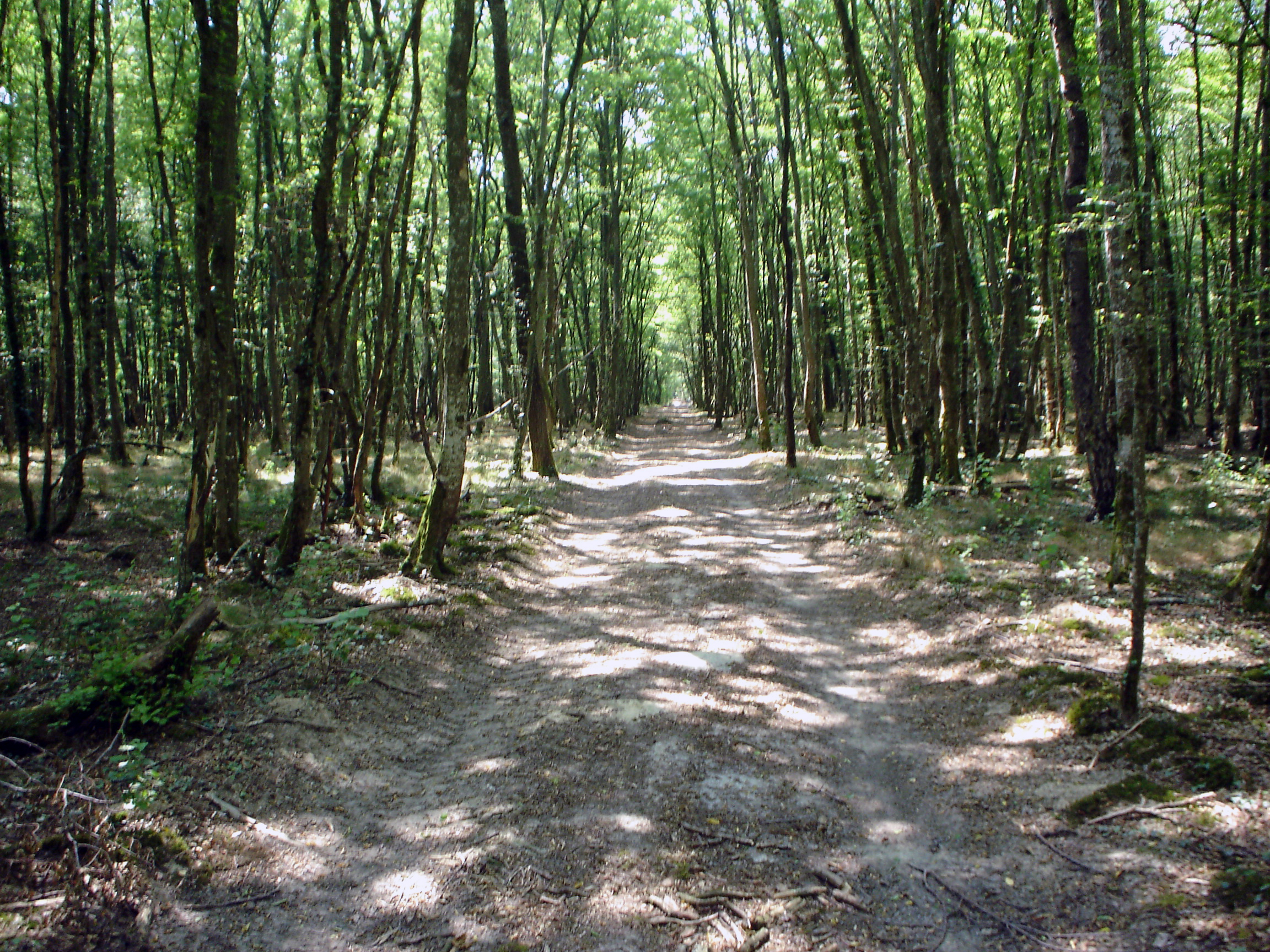
Der Forst in Saran

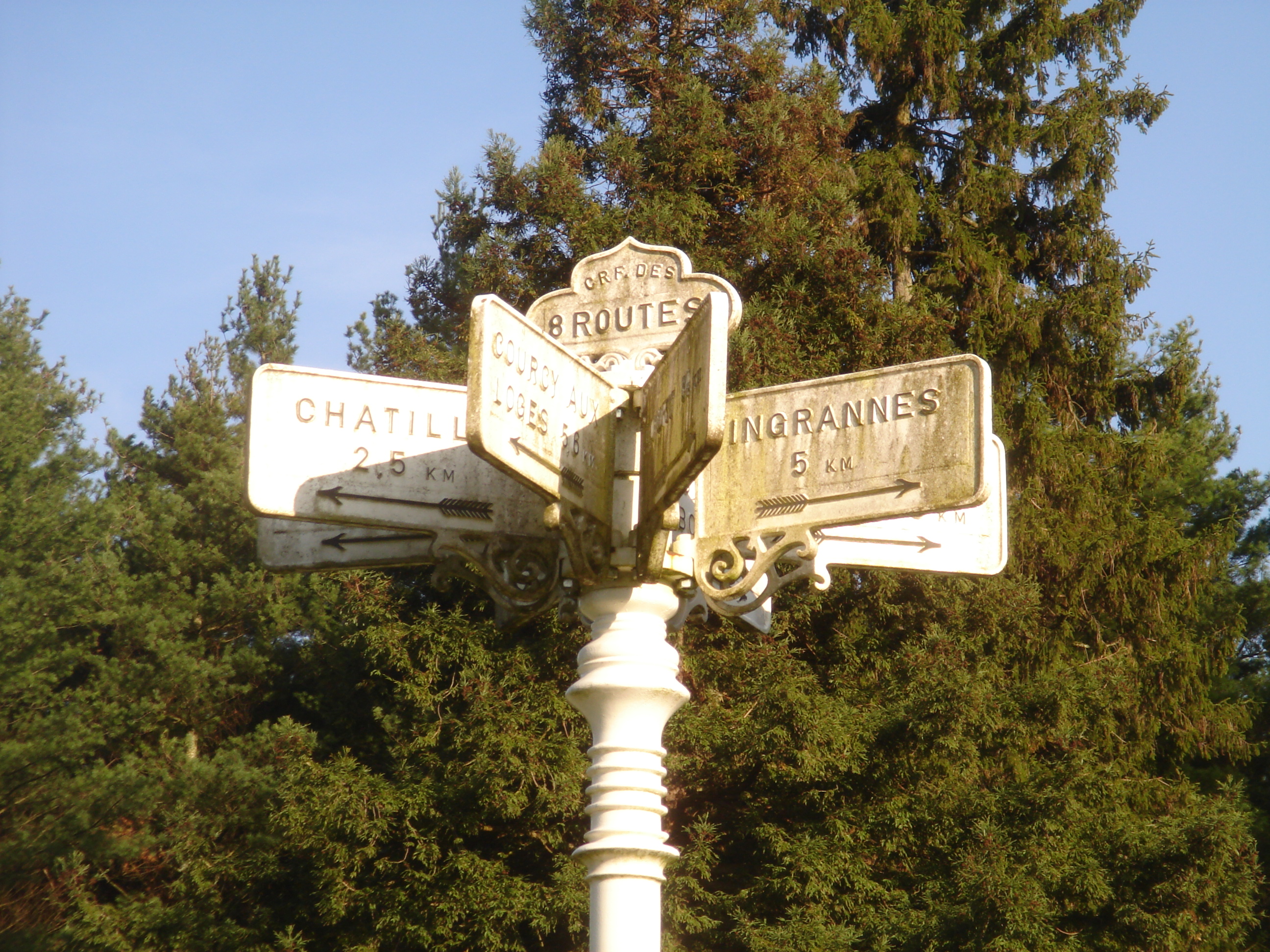
Wegweiser am Wegestern Carrefour des huit routes

Der früher als Forêt des Loges bezeichnete Wald kam Ende des 10. Jahrhunderts an das französische Königshaus.
Der 50.000 Hektar große Wald verteilt sich auf 35 Gemeinden, 35.000 Hektar sind im Staatsbesitz (Forêt domaniale d’Orléans, der größte Domänenforst in Frankreich). Er erstreckt sich zwischen den Landschaften des Beauce, des Gâtinais und des Tals der Loire zwischen den Städten Orléans und Gien und im Norden nahezu bis zu der Stadt Pithiviers. Seine ursprüngliche Fläche betrug rund 150.000 Hektar.
Folgende Gemeinden haben am Staatsforst Anteil:
- Boiscommun
- Les Bordes
- Bougy-lez-Neuville
- Bouzy-la-Forêt
- Bray-en-Val
- Cercottes
- Chambon-la-Forêt
- Chanteau
- Châteauneuf-sur-Loire
- Châtenoy
- Chevilly
- Chilleurs-aux-Bois
- Les Choux
- Combreux
- Coudroy
- Courcy-aux-Loges
- Dampierre-en-Burly
- Fay-aux-Loges
- Fleury-les-Aubrais
- Ingrannes
- Lorris
- Loury
- Le Moulinet-sur-Solin
- Montereau
- Nesploy
- Neuville-aux-Bois
- Nibelle
- Ouzouer-sur-Loire
- Rebréchien
- Saint-Lyé-la-Forêt
- Saran
- Seichebrières
- Semoy
- Sully-la-Chapelle
- Saint-Martin-d’Abbat
- Sury-aux-Bois
- Traînou
- Vieilles-Maisons-sur-Joudry
- Vitry-aux-Loges
- Vrigny

Im Forst liegen die Überreste des ehemaligen Zisterzienserklosters La Cour-Dieu.
Die Weitwanderwege GR 3 und GR 32 des französischen GR-Fernwanderwegenetzes verlaufen durch den Forst.

## Geologie
Der Untergrund des Forsts, der nur ein geringes Relief aufweist (Höhe zwischen 107 und 178 m), besteht aus tertiären Sanden und Tonen.

## Flora und Fauna
Der Forst ist ein Mischwald, in dem die Eichenbestände mehr als die Hälfte des Baumbestands ausmachen. Bei den Nadelgehölzen handelt es sich hauptsächlich um Waldkiefern, die rund ein Drittel des Forsts bedecken.
Der Fischadler wurde 1984 wieder eingeführt. Daneben kommen der Zwergadler, der Schlangenadler, der Wespenbussard, die Kornweihe, der Ziegenmelker vor. An Säugern sind u. a. Rothirsch, Reh, Hase und Eichhörnchen vertreten.